# Vértesszőlős
Vértesszőlős là một thị trấn thuộc hạt Komárom-Esztergom, Hungary. Thị trấn này có diện tích 17,13 km², dân số năm 2010 là 3116 người, mật độ 182 người/km².